# Championnat de Cuba féminin de football
Le championnat de Cuba est une compétition de football féminin.

## Palmarès
| Saison      | Champion            |
| ----------- | ------------------- |
| 2002        | Ciudad de La Habana |
| 2003        | Ciudad de La Habana |
| 2004        | Ciudad de La Habana |
| 2005        | Ciudad de La Habana |
| 2006        | Ciudad de La Habana |
| 2007        | Ciudad de La Habana |
| 2008        | Ciudad de La Habana |
| 2009        | Ciudad de La Habana |
| 2010        | Villa Clara         |
| 2011 à 2013 | pas organisé        |
| 2014        | Centrales           |
| 2015        | La Habana           |
| 2016        | inconnu             |
| 2017        | La Habana           |
| 2018        | Santiago de Cuba    |

## Bilan par clubs
- 8 titres : Ciudad de La Habana
- 2 titres : La Habana (province)
- 1 titre : Centrales, Villa Clara, Santiago de Cuba